# Judéo-chrétien
Pour les articles homonymes, voir Chrétien (homonymie).
 (octobre 2015).
Si vous disposez d'ouvrages ou d'articles de référence ou si vous connaissez des sites web de qualité traitant du thème abordé ici, merci de compléter l'article en donnant les références utiles à sa vérifiabilité et en les liant à la section « Notes et références ».
 (octobre 2015).
Judéo-chrétien est une notion inventée au début du XIXe siècle. La notion de « morale judéo-chrétienne » apparaît alors et désigne « pour les uns, la morale de la culpabilité et de l’interdiction, et pour les autres, le socle des valeurs de la tradition libérale »,. Ce terme désigne en son sens commun le « patrimoine et les valeurs religieuses et culturelles provenant des deux traditions juives et chrétiennes, considérées dans leurs ensembles ». Le terme est utilisé pour désigner :
- ce qui a trait au judaïsme et au christianisme vus comme un ensemble culturel et religieux qui se différencie de l'hellénisme ou de l'humanisme ;
- tout lien entre le judaïsme et le christianisme, comme dans l'expression « amitiés judéo-chrétiennes »[4], qui met effectivement en relation des juifs et des chrétiens dans le respect mutuel de leurs identités particulières.

Le terme de judéo-chrétien n'est pas utilisé par la pensée juive. Le préfixe « judéo- » fait plutôt référence à la façon dont le christianisme, puis l'humanisme anticlérical, interprètent le judaïsme[réf. nécessaire].
L'élément « judéo- » entre, avec le sens de « juif » ou, plus rarement, de « judaïsme », dans la construction de quelques mots savants, désignant notamment une communauté ou une langue, une religion, une philosophie (par exemple l'adjectif « judéo-chrétien » et le nom « judéo-christianisme », recensés en 1867 par Littré). Le préfixe s'est aussi employé dans le discours de l'antisémitisme, avec par exemple l'adjectif « judéocapitaliste » (1892).

## Autres sens
Dans un autre sens, plus spécifique, le terme « judéo-christianisme » désigne le courant du christianisme ancien fidèle à la pratique de la loi juive et attendant, avec le retour du Christ, le salut d'Israël et l'accomplissement de la Loi.
Par extension, le terme peut désigner des courants chrétiens proche du judaïsme à la fin de l'Antiquité, ou les courants contemporains qui reconnaissent la messianité de Jésus tout en refusant le dogme chrétien ultérieur et se réclament du judaïsme. Ils sont aussi regroupés sous le terme de judaïsme messianique.